# ソフィー・クリスチャンセン

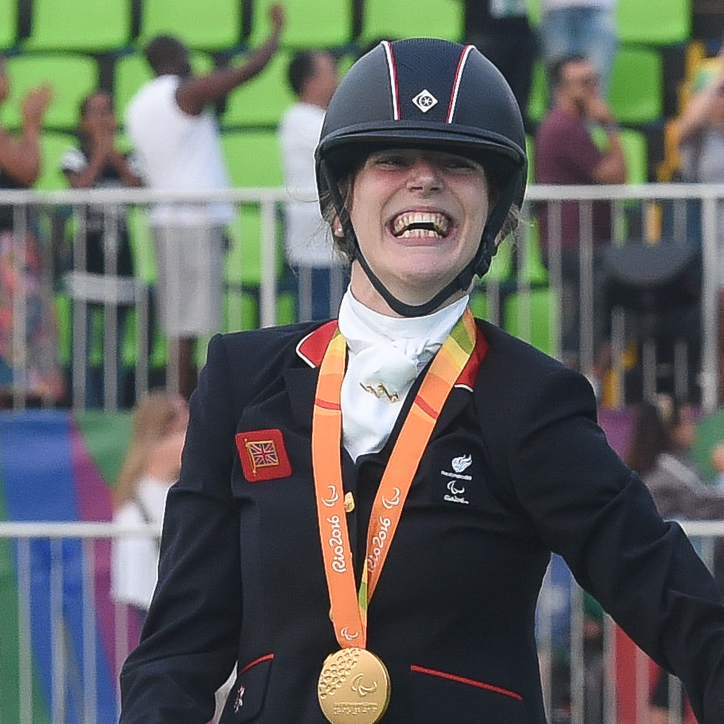
2016年夏季パラリンピック・リオ大会の表彰台上で金メダルを授与されたソフィー・クリスチャンセン

ソフィー・クリスチャンセン（Sophie Margaret Christiansen, CBE; 1987年11月14日生 - ）は、英国の馬術競技選手。パラリンピックに4大会出場し、メダルを多数獲得している。ロンドン大学ロイヤル・ホロウェイ校の修士課程（数学分野）在学中の2008年に、夏季パラリンピック・北京大会に出場し、金メダル2個と銀メダル1個を獲得した。アスリートとして活動しながら投資銀行でソフトウェア開発者として働き、障碍者を取り巻く数々の問題を解決するための運動にも取り組んでいる。

## 来歴
クリスチャンセンは予定日より2か月早い早産で生まれ、生まれたときから脳性麻痺があった。さらに、黄疸、敗血症も見られ、心肺に疾患があった。数か月にわたって危ない状態が続いたが、最終的に彼女は生き延びた。6歳のときに地元バークシャー州サニングデイルのとある厩舎を学校の行事で訪れた。その厩舎では障碍者乗馬協会（RDA: Riding for the Disabled Association）が物理療法（physiotherapy）を障碍のある子供に提供していた。これがきっかけで彼女は乗馬を始め、才能を開花させた。

## 競技者として
2004年のアテネ・パラリンピックはクリスチャンセンが経験した初めてのパラリンピックであった。さらに当時16歳の彼女は、当該大会に出場する英国選手の中で最年少であった。フリースタイルでは4位、馬場馬術個人グレード1では1位（金メダル）、団体では3位（銅メダル）であった。
パラリンピック競技大会がクリスチャンセンの人生に大きな影響を及ぼした、ということがよく言われる。彼女とパラリンピックとの出会いは彼女がティーンエイジャーの頃であるが、当時彼女は学校で、自分の障碍のことを非常に気にしており、特に話すことが苦手であった。しかし、いちどきに多くの障害者と出会い、自らの生に折り合いをつけて笑い飛ばしもする、そういうポジティブな光の中にいるかのような経験を彼女はパラリンピックで得た。そして、もう一度パラリンピックに出場したいと思うようになった。
2008年の北京・パラリンピックにおける馬術競技は、ホスト都市の北京では開催されず、香港のオリンピック馬術センターで開催された。クリスチャンセンは馬場馬術個人グレード1、フリースタイル、団体に出場した。騎乗馬匹はラムブラスコ3号（Lambrusco III）、個人と団体で金メダルを獲得し、フリースタイルでは銀メダルを獲得した。

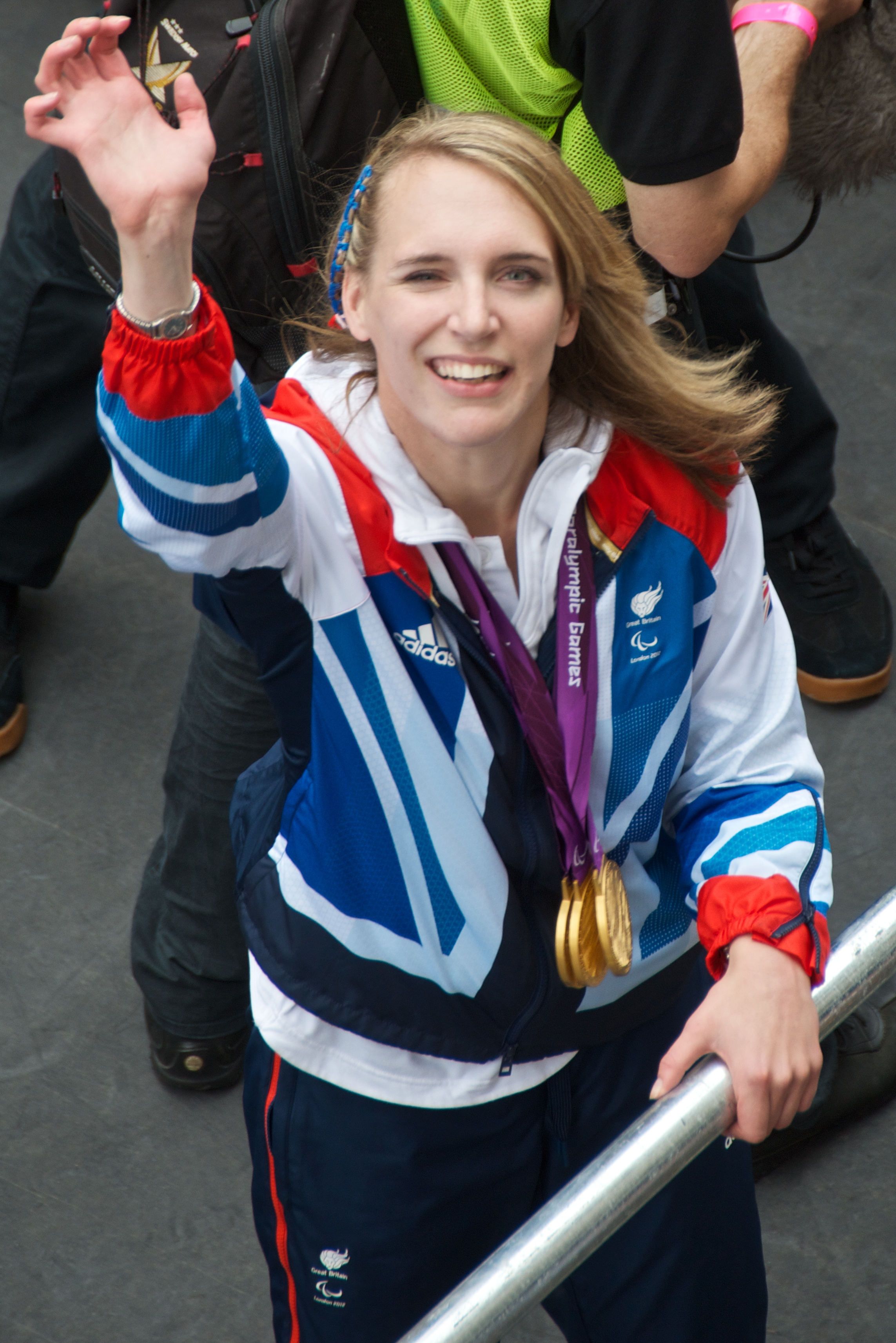
2012年のロンドン・パラリンピック後の凱旋パレードにおけるクリスチャンセン。

2012年のロンドン・パラリンピックで、クリスチャンセンはハネイロ6号（Janeiro 6）に騎乗し、3個の金メダルを獲得した。1つ目はフリースタイル。2つ目は個人種目グレード1。3つ目は団体。デビー・クライドル、リー・ピアソン、ソフィー・ウェルズらと共に出場した
2016年のリオ・パラリンピックで、クリスチャンセンは3個の金メダルを手にした。1つ目はフリースタイル。79.7% のスコアを得た。2つ目は馬場馬術個人グレード1。グレード1は最も障碍の程度が重いアスリートの属するクラスである。3つ目は団体。ナターシャ・ベイカー、アン・ダンハム、ソフィー・ウェルズらと共に出場した。
パラリンピックのみならず、クリスチャンセンは多数の世界大会に出場し、いくつものメダルを得ている。

## 障碍者を取り巻く問題に取り組む活動家として
馬術競技選手として優秀な成績を収め続けるクリスチャンセンは、ロールモデルとみなされるようになった。クリスチャンセンは、障碍と共に歩む人生に立ちはだかる社会的な障壁について語ることの重要性を感じるようになり、2019年にはイギリスの鉄道ネットワークにおけるアクセシビリティの改善に向けた請願を開始した。この請願の直接的な動機は、彼女がロンドンに通勤する際に利用する電車の中で、彼女が乗る車いすが何度も立ち往生してしまうことがあったことにある。
クリスチャンセンは無償資金援助（チャリティー）も重要視している。無償資金援助は、自分が今いる地位を得るまでの間、自分を援助してくれた人々への恩返しである。

## 授与された栄典
クリスチャンセンは、パラ馬術競技選手としての活躍が認められ、2017年に大英帝国勲章のコマンダー(CBE)の栄典を授与された。そのほかにも多数の栄典を受けている。

## 私生活
クリスチャンセンはロンドン大学ロイヤル・ホロウェイ校で学び、数学の分野で修士号を持っている。また、投資銀行のゴールドマンサックスでソフトウェア開発技術者として働いている。
インタビューでは競技に専念しないことのメリットについて語っている。また「1週間に2日働く」という働き方が、高いレベルの競技スポーツにおける精神集中のよいレッスンになるとも語っている。